# 2000's Pop Tour (álbum)
2000's Pop Tour es el nombre del álbum en vivo de la gira homónima realizada por los artistas Dulce María, Motel, Kudai, Yahir, PeeWee, Bacilos, Fanny Lu, Playa Limbo, Nikki Clan, Paty Cantú y Kalimba. La grabación se tomó del concierto realizado el 10 de junio de 2022 en la Arena Ciudad de México, donde se contó también con la participación especial del cantante Iskander.
Fue lanzado digitalmente por BOBO Music el 17 de febrero de 2023, aunque los videos musicales ya habían sido publicados en YouTube desde el 9 de febrero.

## Lanzamiento y Promoción
El 27 de enero de 2023 se lanzaron los primeros sencillos promocionales a través de plataformas digitales así como sus correspondientes videoclips en la plataforma de YouTube. Estos fueron «No Me Digas Que No», «Mi Primer Millón» y «Afortunadamente No Eres Tú».
El 3 de febrero de 2023 se lanzaron tres sencillos más: «Aún Hay Algo / Tras de Mí», «Tú No Eres Para Mí» y «Sin Despertar».
Para el 9 de febrero de 2023, todos los videos del concierto ya habían sido subidos al canal oficial de YouTube del 2000's Pop Tour.
El 17 de febrero de 2023, el álbum apareció en plataformas digitales. Aún no se cuenta con un lanzamiento en formato físico.

### Sencillos promocionales
- Mi Primer Millón (En Vivo)
- Afortunadamente No Eres Tú (En Vivo)
- Tú No Eres Para Mí (En Vivo)
- Tu Corazón Lo Sabe (Lat'n Party) (En Vivo)
- Este Corazón (En Vivo)
- Dime Ven (En Vivo)
- Déjame Ir (En Vivo)
- Aún Hay Algo / Tras de Mí (En Vivo)
- Alucinado (En Vivo)
- Caraluna (En Vivo)

## Contenido
El repertorio de la gira se compone de 46 éxitos que han interpretado los artistas que conforman el elenco, concentrándose en los sencillos lanzados en la década de los dosmil, pero también se incluyen algunas canciones pertenecientes a la década de los 2010s.
Los temas de cada artista incluidos en el repertorio son
- Dulce María (y RBD): Inevitable, Este Corazón, No Pares, Sólo Quédate en Silencio, Aún Hay Algo, Tras de Mí
- Motel: Y Te Vas, Somos Aire, Lejos Estamos Mejor, Olvídame, Dime Ven
- Kudai: Déjame Gritar, Ya Nada Queda, Escapar, Sin Despertar,
- Yahir: La Locura, Persiana Americana, Alucinado,
- PeeWee (y Kumbia Kings): Chiquilla, Sabes a Chocolate, Mi Dulce Niña
- Bacilos: Caraluna, Perderme Contigo, Tabaco y Chanel, Mi Primer Millón
- Fanny Lu: Fanfarrón, Celos, No Te Pido Flores, Tú No Eres Para Mí
- Playa Limbo: Piérdeme el Respeto, Qué Bello, El Tiempo de Ti, El Eco de Tu Voz
- Nikki Clan: Las Curvas de Esa Chica, Mírame, Niñas Mal, No Me Digas Que No
- Paty Cantú (y Lu): Déjame Ir, Corazón Bipolar, Suerte, Por Besarte, Afortunadamente No Eres Tú
- Kalimba: Jamás, Se Te Olvidó, No Me Quiero Enamorar, Tocando Fondo, Tu Corazón Lo Sabe (Lat'n Party)
- Iskander: A Labio Dulce

## Lista de Canciones

### CD Digital
| 2000's Pop Tour (En vivo desde la Arena CDMX) | |              |          |  |
| N.º                                           | Título | Escritor(es) | Duración |  |
| 1.                                            | «Caraluna» (Bacilos ft. Paty Cantú, Dulce María, Fanny Lu, Kalimba, PeeWee, Yahir, Motel, Kudai, Playa Limbo, Nikki Clan)                         |              | 7:18     |  |
| 2.                                            | «Chiquilla» (PeeWee) |              | 3:30     |  |
| 3.                                            | «Piérdeme El Respeto» (Playa Limbo) |              | 3:40     |  |
| 4.                                            | «Fanfarrón» (Fanny Lu) |              | 3:57     |  |
| 5.                                            | «Déjame Gritar» (Kudai) |              | 3:19     |  |
| 6.                                            | «Las Curvas De Esa Chica» (Nikki Clan) |              | 3:24     |  |
| 7.                                            | «La Locura» (Yahir) |              | 4:30     |  |
| 8.                                            | «Jamás» (Kalimba) |              | 3:28     |  |
| 9.                                            | «Inevitable» (Dulce María) |              | 3:29     |  |
| 10.                                           | «Y Te Vas» (Motel) |              | 3:48     |  |
| 11.                                           | «Déjame Ir» (Paty Cantú) |              | 3:26     |  |
| 12.                                           | «Se Te Olvidó» (Kalimba ft. Yahir, PeeWee) |              | 4:21     |  |
| 13.                                           | «Somos Aire» (Motel ft. Paty Cantú) |              | 4:14     |  |
| 14.                                           | «Este Corazón» (Dulce María ft. Kalimba, Yahir, Fanny Lu)                                                                                         |              | 3:32     |  |
| 15.                                           | «Qué Bello» (Playa Limbo ft. Dulce María, Bacilos)                                                                                                |              | 3:22     |  |
| 16.                                           | «Ya Nada Queda» (Kudai ft. Paty Cantú) |              | 4:02     |  |
| 17.                                           | «Lejos Estamos Mejor» (Motel ft. Playa Limbo) |              | 4:13     |  |
| 18.                                           | «Celos» (Fanny Lu ft. Nikki Clan) |              | 3:39     |  |
| 19.                                           | «Mírame» (Nikki Clan ft. Yahir, PeeWee) |              | 4:36     |  |
| 20.                                           | «Corazón Bipolar» (Paty Cantú ft. PeeWee) |              | 3:22     |  |
| 21.                                           | «Perderme Contigo» (Bacilos ft. Playa Limbo, PeeWee)                                                                                              |              | 4:13     |  |
| 22.                                           | «No Me Quiero Enamorar» (Kalimba ft. Paty Cantú)                                                                                                  |              | 3:32     |  |
| 23.                                           | «Olvídame» (Motel ft. Kalimba) |              | 4:16     |  |
| 24.                                           | «Suerte» (Paty Cantú ft. Fanny Lu) |              | 3:07     |  |
| 25.                                           | «Niñas Mal» (Nikki Clan ft. Kudai) |              | 3:32     |  |
| 26.                                           | «Persiana Americana» (Yahir ft. Bacilos, Motel, Playa Limbo)                                                                                      |              | 5:10     |  |
| 27.                                           | «Escapar» (Kudai ft. Kalimba, Dulce María) |              | 4:36     |  |
| 28.                                           | «Alucinado» (Yahir ft. Kudai) |              | 5:34     |  |
| 29.                                           | «No Te Pido Flores» (Fanny Lu ft. Dulce María, Bacilos, PeeWee)                                                                                   |              | 4:13     |  |
| 30.                                           | «Sabes A Chocolate» (PeeWee ft. Bacilos) |              | 4:02     |  |
| 31.                                           | «El Tiempo De Ti / Tocando Fondo» (Playa Limbo y Kalimba ft. Motel)                                                                               |              | 6:56     |  |
| 32.                                           | «Por Besarte» (Paty Cantú ft. Dulce María, Yahir, Motel)                                                                                          |              | 3:59     |  |
| 33.                                           | «No Pares» (Dulce María ft. PeeWee, Fanny Lu, Nikki Clan)                                                                                         |              | 4:09     |  |
| 34.                                           | «Tabaco y Chanel» (Bacilos ft. Paty Cantú, Dulce María, Fanny Lu, Kalimba, PeeWee, Yahir, Motel, Kudai, Playa Limbo, Nikki Clan)                  |              | 4:19     |  |
| 35.                                           | «El Eco De Tu Voz» (Playa Limbo ft. Fanny Lu, Nikki Clan)                                                                                         |              | 3:18     |  |
| 36.                                           | «Sólo Quédate En Silencio» (Dulce María ft. Paty Cantú, Motel)                                                                                    |              | 3:38     |  |
| 37.                                           | «Afortunadamente No Eres Tú» (Paty Cantú ft. Dulce María, Fanny Lu, Playa Limbo, Nikki Clan, Kudai)                                               |              | 3:18     |  |
| 38.                                           | «Sin Despertar» (Kudai ft. Bacilos, Motel) |              | 3:19     |  |
| 39.                                           | «Dime Ven» (Motel ft. Bacilos, Kalimba, Yahir, PeeWee)                                                                                            |              | 4:59     |  |
| 40.                                           | «Tu Corazón Lo Sabe (Lat'n Party)» (Kalimba ft. Paty Cantú, Dulce María, Fanny Lu, Bacilos, PeeWee, Yahir, Motel, Kudai, Playa Limbo, Nikki Clan) |              | 5:47     |  |
| 41.                                           | «Aún Hay Algo / Tras De Mí» (Dulce María ft. Paty Cantú, Fanny Lu, Kalimba, Bacilos, PeeWee, Yahir, Motel, Kudai, Playa Limbo, Nikki Clan)        |              | 7:08     |  |
| 42.                                           | «Tú No Eres Para Mí» (Fanny Lu ft. Dulce María, Paty Cantú, Nikki Clan, Kudai, Playa Limbo)                                                       |              | 4:10     |  |
| 43.                                           | «Mi Dulce Niña» (PeeWee ft. Paty Cantú, Dulce María, Fanny Lu, Kalimba, Bacilos, Yahir, Motel, Kudai, Playa Limbo, Nikki Clan)                    |              | 3:36     |  |
| 44.                                           | «No Me Digas Que No» (Nikki Clan ft. Paty Cantú, Dulce María, Fanny Lu, Kalimba, Bacilos, PeeWee, Yahir, Motel, Kudai, Playa Limbo)               |              | 4:02     |  |
| 45.                                           | «Mi Primer Millón» (Bacilos ft. Paty Cantú, Dulce María, Fanny Lu, Kalimba, PeeWee, Yahir, Motel, Kudai, Playa Limbo, Nikki Clan)                 |              | 6:28     |  |
| 46.                                           | «A Labio Dulce» (Iskander) |              | 4:01     |  |